# Петруняк, Евгений Васильевич
Евгений Васильевич Петруняк (укр. Євген Васильович Петруняк; род. 24 июля 1977 года, Львов) — украинский адвокат, политик.
Народный депутат Украины IX созыва.

## Биография
Окончил юридический факультет Львовского государственного университета имени Ивана Франко.
Петруняк является директором Адвокатской компании ЧП «Лекс – К». Более 20 лет работает в сфере адвокатуры.
Он входит в Совет адвокатов Львовской области.

## Политическая деятельность
В 2010 году был кандидатом в депутаты Львовского горсовета от УСДП.
Помощник-консультант народного депутата Украины Александра Гудымы.
Кандидат в народные депутаты от партии «Слуга народа» на парламентских выборах 2019 года, № 90 в списке. На время выборов: адвокат, беспартийный. Проживает в городе Львове.
Член Комитета Верховной Рады по вопросам финансов, налоговой и таможенной политики.
Заместитель руководителя группы по межпарламентским связям с Республикой Албания.